# Centrale de Suralaya
La centrale de Suralaya est une centrale au charbon située en Indonésie dans la province de Banten. Elle a une capacité maximale de 4 025 MW.